# 南川ダム
南川ダム（みなみかわダム）は、宮城県黒川郡大和町、一級河川・鳴瀬川水系南川に建設された都道府県営ダムである。
南川ダム本体とは別に、右岸に

鞍部ダム（貯水位を稼ぐ目的で周辺地形の低標高部分をふさいで水が逃げ出ないようにするダム）
が設けられている。
ダム湖である七ツ森湖とその周辺は、七ツ森湖畔公園として整備されている。
2011年8月、宮城県が命名権（ネーミングライツ）を公募したところ、建設コンサルタントのクレアリアがこれを取得し、2016年3月31日までの契約で「クレアリア南川ダム」の名称が使われたが、
2017年12月からは、ソーシャルゲーム運営会社のグリーが取得し、2020年3月31日までの契約で「釣りスタ南川ダム」の名称が使われている｡